# Ковальчук Петро Ярославович
Петро́ Яросла́вович Ковальчу́к (нар. 28 травня 1984, Середній Майдан, Надвірнянський район, Івано-Франківська область, Українська РСР, СРСР) — український футболіст, захисник коломийського «Покуття». Відомий виступами у складі таких українських футбольних клубів, як івано-франківські «Чорногора» та «Спартак», криворізький «Кривбас», одеський «Чорноморець», а також футбольний клуб «Львів». У складі цих клубів Петро став срібним призером першої ліги чемпіонату України, а також півфіналістом та фіналістом кубку України.

## Життєпис

### Клубна кар'єра
Петро Ковальчук народився 28 травня 1984 року у селі Середній Майдан, Надвірнянського району, Івано-Франківської області. У Дитячо-юнацькій футбольній лізі виступав у складі івано-франківської ДЮСШ-3. Професійну кар'єру Петро розпочав у футбольному клубі «Чорногора» з Івано-Франківська. У складі команди молодий футболіст дебютував 19 травня 2001 року у матчі проти хмельницького «Динамо» (2:1 з результатом матчу). Після грав у першій лізі Чемпіонату України у складі івано-франківського «Спартака». У січні 2006 року побував на перегляді в алчевській «Сталі».
Узимку 2007 року перейшов у криворізький «Кривбас». У Вищій лізі футболіст дебютував 4 березня 2007 в матчі проти львівських «Карпат» (1:1 за результатом матчу), у цьому матчі Петро забив гол на 66 хвилині з пасу Анатолія Опрі. Всього за «Кривбас» у чемпіонаті України Ковальчук провів 45 матчів та забив 1 гол і 2 матчі в Кубку України.
Улітку 2009 року футболіст перейшов до овідіополькатегорія «Дністра». В основному складі команди дебютував 19 вересня 2009 року в матчі проти тернопільської «Ниви» (2:0 за результатом матчу). 1 лютого 2011 року Петро підписав контракт з одеським «Чорноморцем», угода розрахована на 1,5 року. Дебютував в основному складі у матчі першої ліги проти бурштинського «Енергетика», який «моряки» виграли з рахунком 4:0. У єврокубкових змаганнях Петро дебютував 12 грудня 2013 року у матчі проти нідерландського ПСВ, який захисник «відстояв усі 90 хвилин», а команда здобула надважливу перемогу 1:0, що дозволило їй пройти до плей-оф раунду Ліги Європи того року. По завершенню сезону 2013–2014 у Петра та одеського футбольного клубу закінчився контракт, й вони його не стали продовжувати..
6 серпня 2014 року Петро перейшов до білоруського клубу «Слуцьк».
У 2015 році приєднався до таджицького клубу «Істиклол». У сезоні 2015 був визнаний кращим захисником республіки Таджикистан. У січні 2017 року клуб не став продовжувати контракт із Петром Ковальчуком.
З лютого 2017 року Петро Ковальчук виступає за мальдівський клуб «Club Green Streets».
З лютого 2018 року повернувся до рідного Івано-Франківська та виступає за місцеве "Прикарпаття".

## Статистика виступів
| Клуб | Ліга              | Сузон             | Чемпіонат | Чемпіонат | Кубок | Кубок | Єврокубки | Єврокубки | Інші змагання | Інші змагання | Інші змагання | Всього | Всього |
| Клуб | Ліга              | Сузон             | Ігор      | Голів     | Ігор  | Голів | Ігор      | Голів     | Назва         | Ігор          | Голів         | Ігор   | Голів  |
| --- | ----------------- | ----------------- | --------- | --------- | ----- | ----- | --------- | --------- | ------------- | ------------- | ------------- | ------ | ------ |
| «Чорноморець» О | ПЛ                | 13-14             | 7         | 0         | 2     | 0     | 1         | 0         | ПД            | 1             | 0             | 11     | 0      |
| «Чорноморець» О | ПЛ                | 12-13             | 6         | 0         | 1     | 0     | -         | -         | ПД            | 1             | 0             | 8      | 0      |
| «Чорноморець» О | ПЛ                | 11-12             | 19        | 0         | 2     | 0     | -         | -         | МП            | 3             | 0             | 24     | 0      |
| «Чорноморець» О | 1Л                | 10-11             | 13        | 0         | 0     | 0     | -         | -         | -             | -             | -             | 13     | 0      |
| «Чорноморець» О | Всього            | Всього            | 45        | 0         | 5     | 0     | 1         | 0         |               | 5             | 0             | 56     | 0      |
| «Львів» | 1Л                | 10-11             | 20        | 0         | 1     | 0     | -         | -         | -             | -             | -             | 21     | 0      |
| «Львів» | 1Л                | 09-10             | 11        | 0         | 0     | 0     | -         | -         | -             | -             | -             | 11     | 0      |
| «Львів» | Всього            | Всього            | 31        | 0         | 1     | 0     | 0         | 0         |               | 0             | 0             | 32     | 0      |
| «Дністер» О | 1Л                | 09-10             | 7         | 0         | 0     | 0     | -         | -         | -             | -             | -             | 7      | 0      |
| «Дністер» О | Всього            | Всього            | 7         | 0         | 0     | 0     | 0         | 0         |               | 0             | 0             | 7      | 0      |
| «Кривбас» | ПЛ                | 08-09             | 23        | 0         | 1     | 0     | -         | -         | -             | -             | -             | 24     | 0      |
| «Кривбас» | ВЛ                | 07-08             | 9         | 0         | 1     | 0     | -         | -         | ПД            | 7             | 0             | 17     | 0      |
| «Кривбас» | ВЛ                | 06-07             | 13        | 1         | 1     | 0     | -         | -         | -             | -             | -             | 14     | 1      |
| «Кривбас» | Всього            | Всього            | 45        | 1         | 3     | 0     | 0         | 0         |               | 7             | 0             | 55     | 1      |
| «Чорногора» | 2Л                | 04-05             | 19        | 0         | 1     | 0     | -         | -         | -             | -             | -             | 20     | 0      |
| «Чорногора» | 2Л                | 03-04             | 28        | 0         | 1     | 0     | -         | -         | -             | -             | -             | 29     | 0      |
| «Чорногора» | 2Л                | 02-03             | 13        | 0         | 0     | 0     | -         | -         | -             | -             | -             | 13     | 0      |
| «Чорногора» | 2Л                | 01-02             | 4         | 0         | 0     | 0     | -         | -         | -             | -             | -             | 4      | 0      |
| «Чорногора» | Всього            | Всього            | 64        | 0         | 2     | 0     | 0         | 0         |               | 0             | 0             | 76     | 0      |
| «Спартак» І-Ф | 1Л                | 06-07             | 20        | 0         | 1     | 0     | -         | -         | -             | -             | -             | 21     | 0      |
| «Спартак» І-Ф | 1Л                | 05-06             | 32        | 0         | 0     | 0     | -         | -         | -             | -             | -             | 32     | 0      |
| «Спартак» І-Ф | 1Л                | 00-01             | 1         | 0         | 0     | 0     | -         | -         | -             | -             | -             | 1      | 0      |
| «Спартак» І-Ф | Всього            | Всього            | 53        | 0         | 1     | 0     | 0         | 0         |               | 0             | 0             | 54     | 0      |
| Всього за кар'єру | Всього за кар'єру | Всього за кар'єру | 245       | 1         | 12    | 0     | 1         | 0         |               | 12            | 0             | 270    | 1      |
| 1Л — перша ліга; 2Л — друга ліга; ВЛ — вища ліга; ПД — першість дублерів; ПЛ — Прем'єр-ліга; МП — молодіжна першість. |                   |                   |           |           |       |       |           |           |               |               |               |        |        |
| Останнє оновлення 20 травня 2014                                                                                      |                   |                   |           |           |       |       |           |           |               |               |               |        |        |

## Титули та досягнення
«Чорноморець» Одеса:
- Фіналіст Кубка України: 2012/13
- Півфіналіст Кубка України: 2013/14
- Срібний призер першої ліги чемпіонату України: 2010/11

«Істіклол» Душанбе:
- Чемпіон Таджикистану: 2015, 2016
- Володар Кубка Таджикистану: 2015, 2016
- Володар Суперкубка Таджикистану: 2015, 2016